# Hornstull

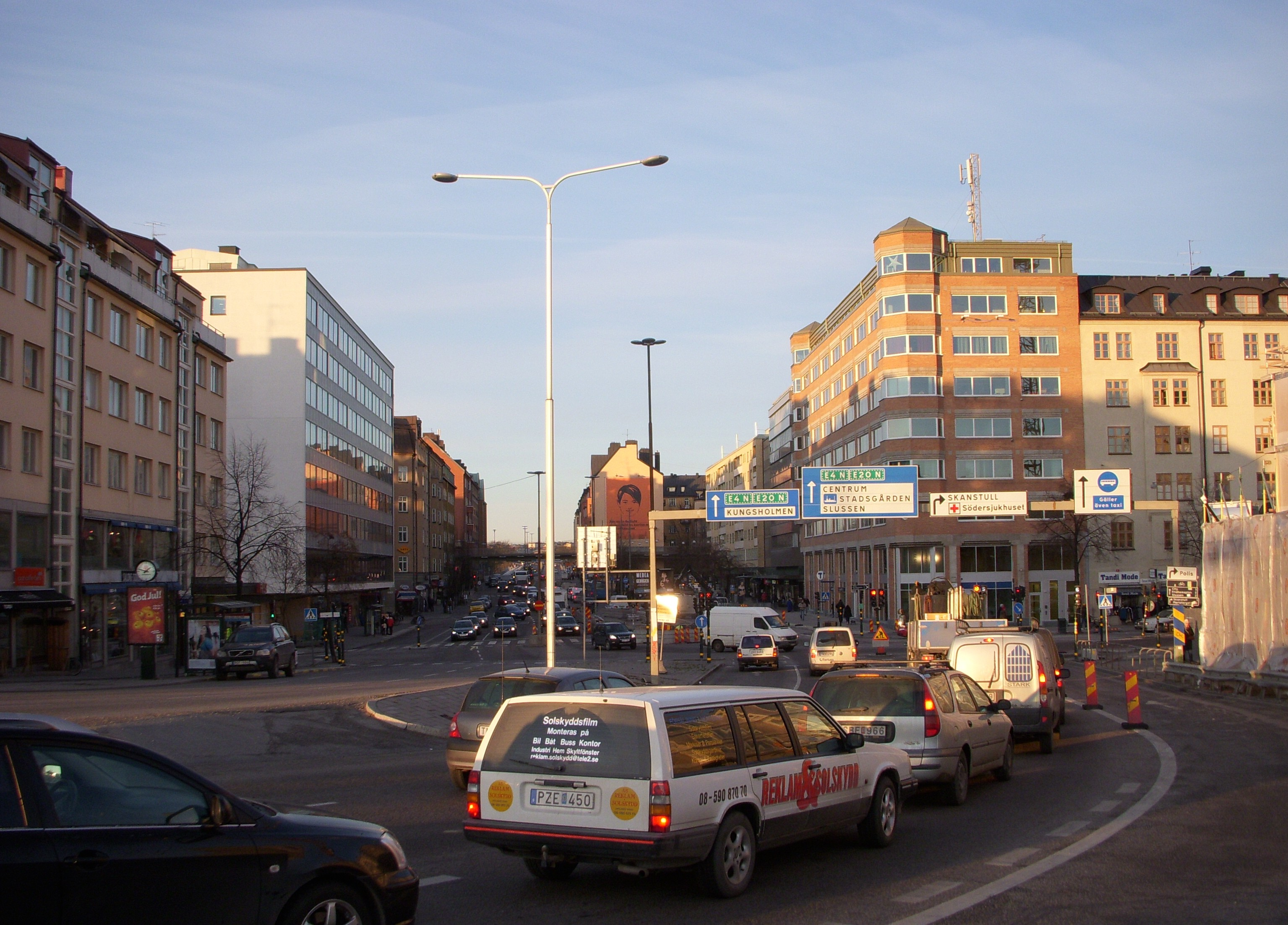
Hornstull hösten 2009, vy mot norr.

Hornstull, tidigare som spårvagnsknutpunkt även Hornsplan, är ett område på västra Södermalm i Stockholm. Officiellt är Hornstull idag namnet på den korsning där Hornsgatan och Långholmsgatan möts. Hornstull hör till Högalids församling vars kyrka ligger precis invid Hornstull. Hornsplan avser numera den norra delen av Hornstull, där tunnelbaneuppgången finns.

## Historik

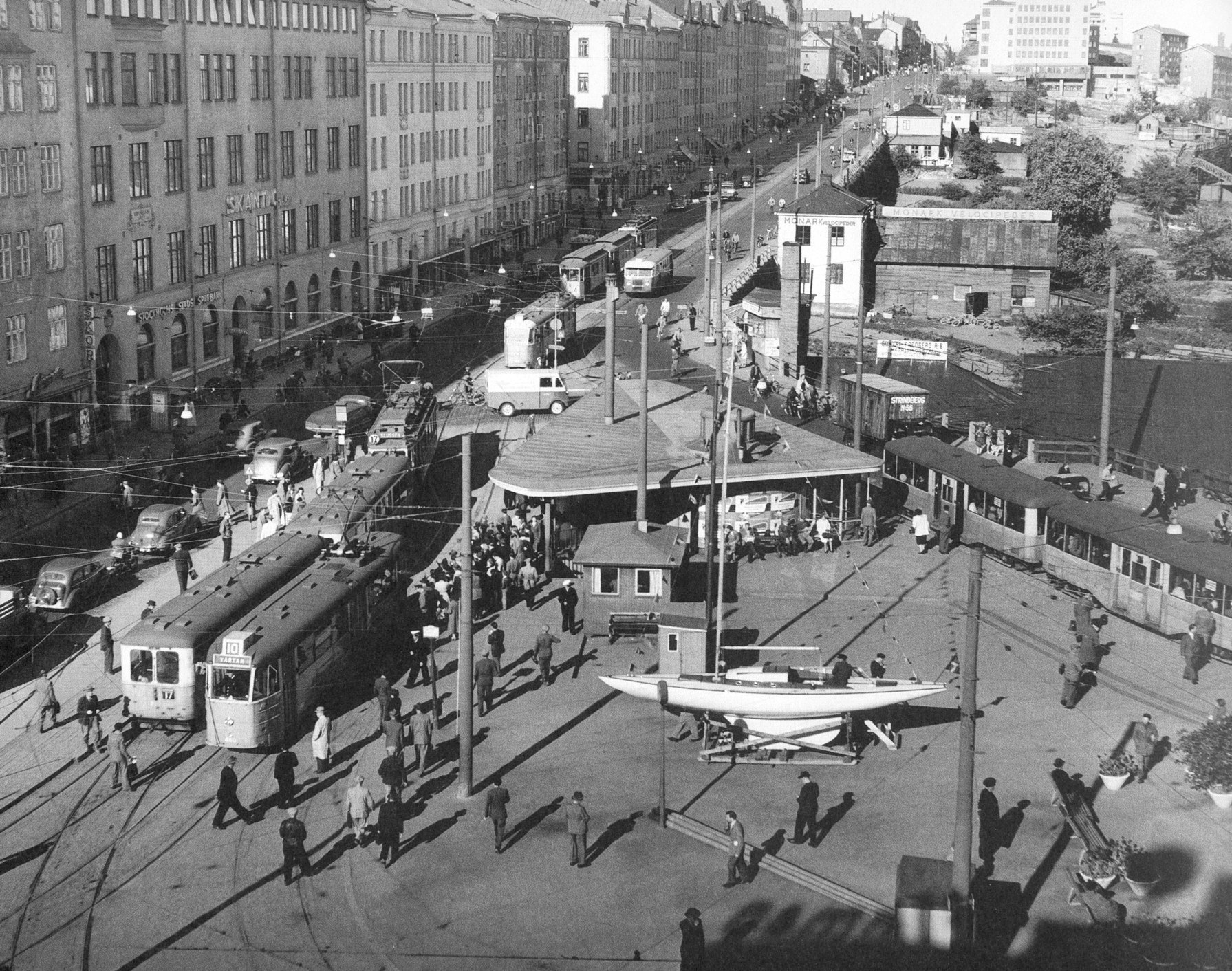
Hornstull och Hornsgatan omkring 1950.

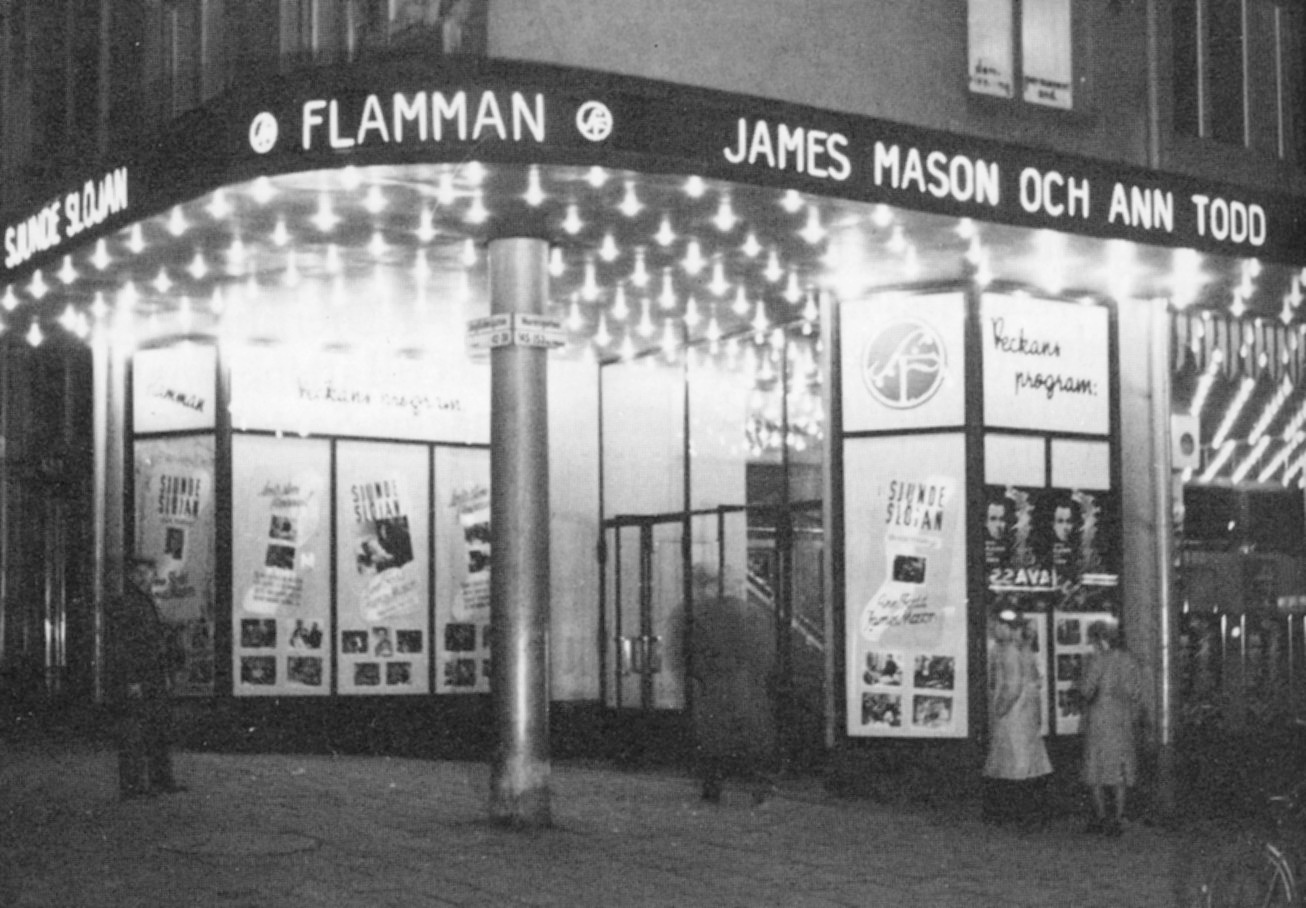
"Flamman" vid Hornstull var Stockholms första biograf i funkisarkitektur, invigd 1930.

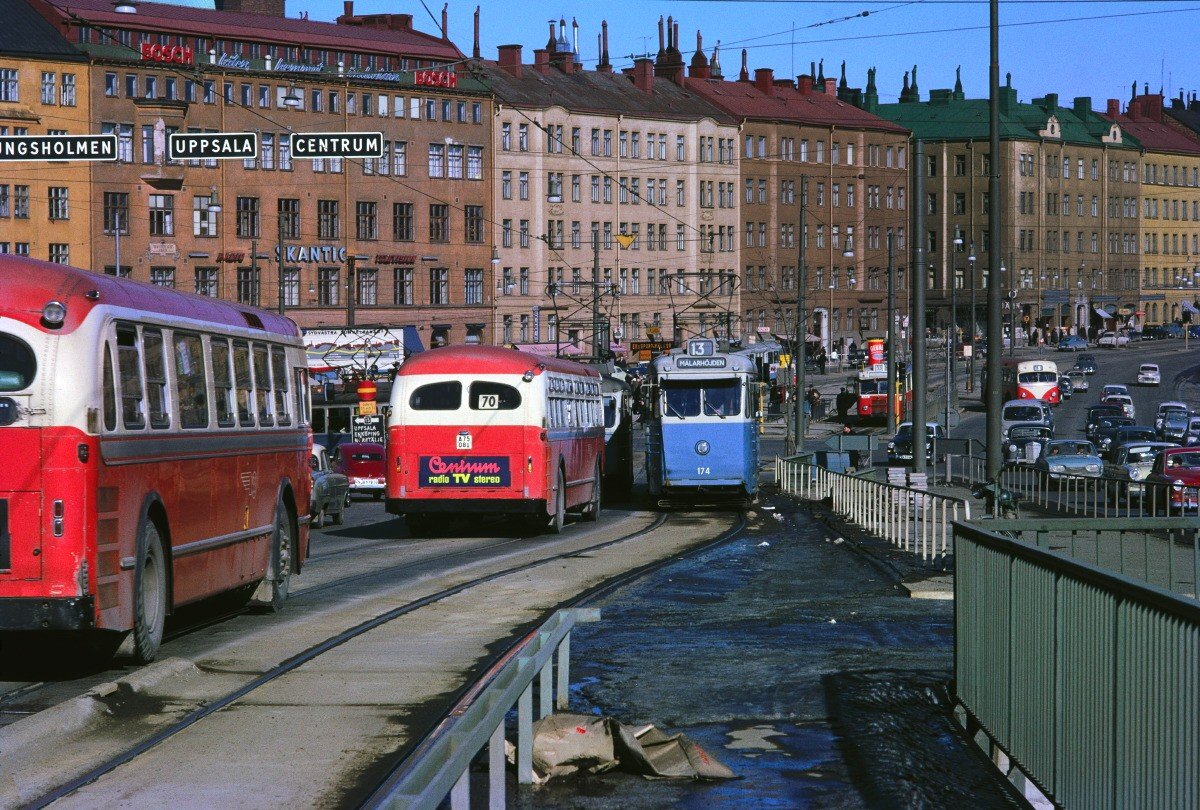
Hornstull 1962.

Den västligaste delen av Södermalm hade sedan medeltiden (1422) kallats Horn, ett namn som med största sannolikhet syftade på Åsöns spetsiga västra udde. Från år 1702 förekom namnet ''Horns tull''  på kartan. När sedan stadstullen förlades till området i samband med byggandet på 1660-talet av en flottbro över till Liljeholmen kom den naturligt nog att kallas Horns tull, ett namn som snart kom att skrivas ihop och överleva tullens avskaffande 1810.
Från Hornstull går denna flottbros moderna efterföljare Liljeholmsbron söderut. Vid nuvarande Bergsundsgatan/Bergsunds strand låg fram till början av 1800-talet en infart till Stockholm där stadstull togs upp. Även Västerbron, som sedan 1935 sträcker sig norrut mot Kungsholmen, har sitt ena fäste här. Strax väster om Hornstull ligger Reimersholme och strax norr om ligger Långholmen. Nere vid Liljeholmsviken ligger Liljeholmsbadet.
I området låg från 1419 Horns tegelbruk fram till 1600-talet, ett för Stockholm mycket viktigt tegelbruk, och senare bedrevs här också omfattande tobaksodling. Runt Hornstull har det förekommit många olika typer av industrier, en av dem var Bergsunds mekaniska verkstad som grundades år 1769, den var även känd som Bergsunds bruk. Med industrialiseringen på 1800-talet kom de mekaniska verkstäderna och varven att bli de stora arbetsplatserna i området, något de förblev fram till mitten av 1900-talet.
Lignaområdet kom att bli ett av Södermalms sista småskaliga industriområden (jämför Lugnets industriområde). Området, som var beläget mellan Hornsgatan, nuvarande Zinkensdamms koloniområde, Årstaviken och Tantolundens västra bergsluttning, växte successivt fram med industrier utmed Västra stambanans gamla sträckning mot Liljeholmen. Mitt i detta uppfördes Stockholms stads arbetsinrättning 1902–1905 med ursprungligen plats för 1 432 intagna. Den kasernliknande anläggningen, som senare namnändrades till Vårdhemmet Högalid, stängdes i slutet av 1960-talet efter mycket hård kritik om vanvård och misshandel av de intagna. Byggnaderna revs 1971, och området utlades därefter till parkmark. De totalt nio huskropparna i kvarteret Drakenberg tillkom i slutet av 1960-talet. Ungefär samtidigt försvann även industriområdet, och idag kallas området Drakenbergsparken/Drakenbergsområdet.
Hornstull var tidigare, liksom exempelvis Fridhemsplan och i någon mån Västerbroplan, en stor knutpunkt för spårvagnar och bussar och hade därigenom ett torgliknande folkliv, där numera och på ett mindre utrymme annan trafik dominerar bilden.

## Hornstulls tullhus
Tullhuset i Hornstull uppfördes år 1770 vid brofästet för flottbron, i nuvarande korsningen Bergsunds strand/Hornstulls strand. Huset utgjordes av två diagonalt ställda byggnadskroppar förenade av en stadsport. På platsen betalade passerande stadstull. Byggnaden revs 1933. På platsen finns idag en grusplan, och granitmurar markerar delvis den gamla tullbyggnadens läge.

## Hornstulls centrum
Under åren 2011–2013 byggdes fastigheten Bulten 19 till och om med 7 000 m² kontor och en handelsplats med 39 butiker, caféer och restauranger. Staden fräschade upp torget norr om Hornstull och fastigheten har nu två nya inomhustorg.

## Tunnelbanestationen

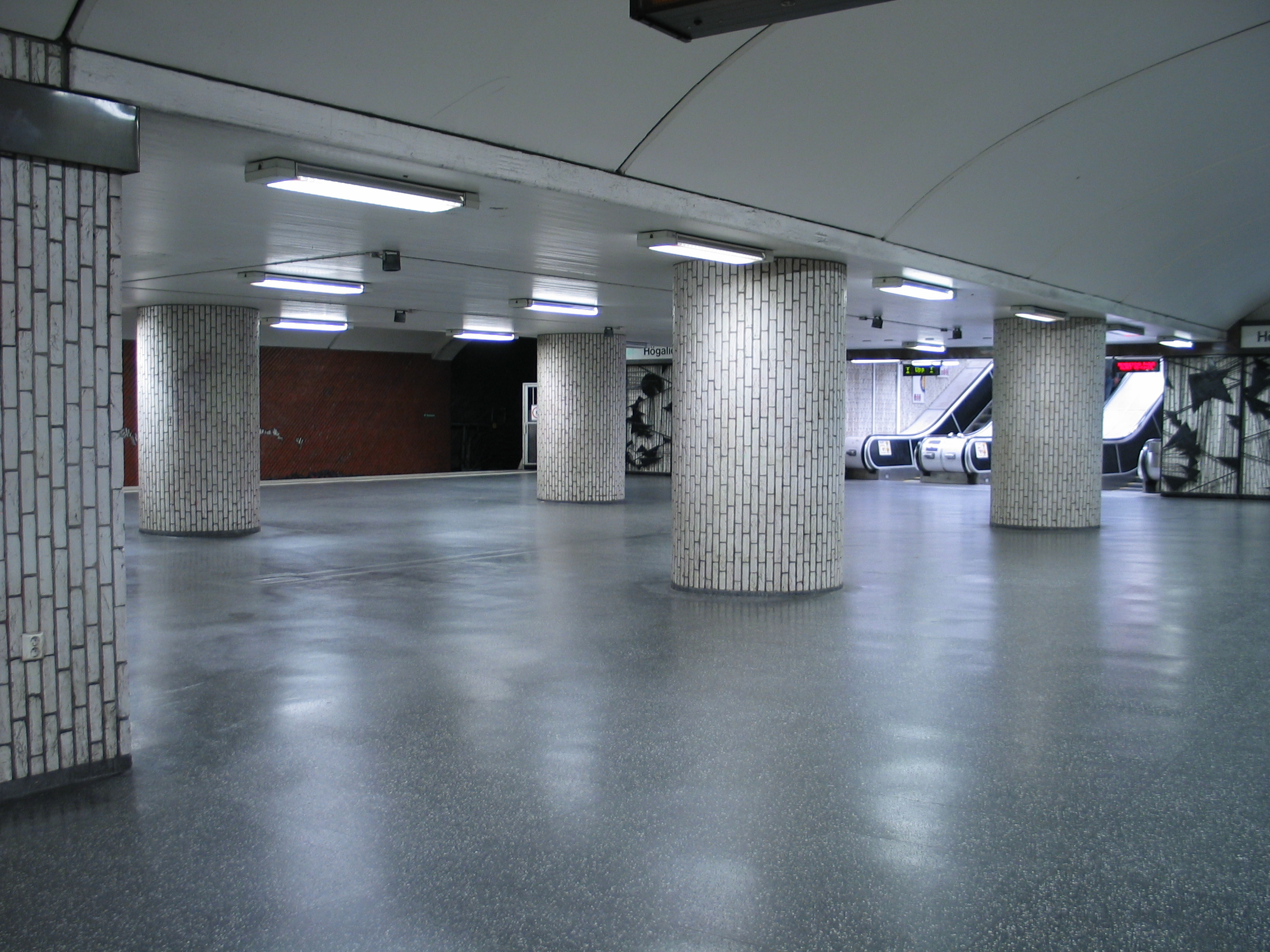
Perrongen på stationen.

Station Hornstull ligger på  röda linjen mellan Zinkensdamm och Liljeholmen.  Stationen togs i bruk den 5 april 1964 och i samband med det invigdes också den konstnärliga utsmyckning av Berndt Helleberg.

## Hornstullsförfattare
Bland författare som vuxit upp och/eller varit verksamma vid Hornstull märks Jonas Hassen Khemiri, Rudolf Värnlund, Erik Asklund, Josef Kjellgren, Irja Browallius, Nelly Sachs, Kenneth Hermele, Bernt Hermele, Ulf Lundell och Dan Mellin.